# Павлос I
Павлос I (1947 – 1964) е крал на Гърция в периода 1 април 1947 – 6 март 1964 г. Четвърти син на крал Константинос I. Завършва Военно морското училище в Атина. Жени се за Фредерика Хановерска, немска принцеса, с която имат три деца – Константинос, София (кралица на Испания) и Ирини.
На 1 април 1947 г., след смъртта на крал Георгиос II заема трона. По време на царуването му избухва Гражданската война в страната. Не е съгласен със засилване влиянието на Александрос Папагос и това води до проблеми в отношенията със САЩ. След смъртта на Папагос, Константинос Г. Караманлис печели парламентарните избори (27 февруари 1956 г.) и съставя правителство.
През 1963 г. след противоречия с крал Павлос I, Караманлис подава оставка и на произведените на 16 февруари 1964 г. печели Георгиос Папандреу. Малко по-късно, на 6 март 1964 г. крал Павлос I умира.